# The Blooms at Ruyi Pavilion
The Blooms at Ruyi Pavilion (chino simplificado= 如意芳霏, pinyin= Ru Yi Fang Fei), es una serie web china transmitida del 21 de octubre de 2020 hasta el 3 de diciembre del 2020 a través de iQiyi.
La serie es una adaptación de la novela "Chong Hou Zhi Lu" (宠后之路) de Xiao Jiaren. Y cuenta la historia de los sueños proféticos de Fu Rong y su relación con Xu Jin.

## Sinopsis
Fu Rong, es la fuerte, inteligente, ágil y vivaz segunda de la familia Fu, del estado de Dayu. Después de salir herida en un accidente comienza a ser capaz de ver el futuro en sus sueños. Entre ellos predice que se casará con el Príncipe Xu Jin y que morirá siendo joven luego de ser enterrada viva.
Aunque al inicio cree que sus visiones son absurdas, después que sus predicciones comienzan a volverse realidades, decide cambiar su destino para proteger a su familia. Al inicio decide mantenerse alejada de él Xu jin, sin embargo el destino pronto los junta y poco a poco comienzan a enamorarse.
Por otro lado, Xu Jin también tiene la capacidad de ver el futuro en sus sueños, y luego de ver lo que le pasará a Fu Rong, decide hacer todo lo que esté en sus manos para protegerla y cambiar su destino.
Con el surgimiento de la misteriosa organización conocida como Ruyi Pavilion, una serie de incidentes comienzan a presentarse en el estado de Dayu. Por lo que Fu Rong y Xu Jin se unen para detenerlos.
Al mismo tiempo, el Duque An está organizando en secreto una gran conspiración que afectará las vidas de Fu Rong y Xu Jin.

## Reparto

### Personajes principales
| Actor                  | Personaje                 | N.º de episodios | Notas |
| ---------------------- | ------------------------- | ---------------- | --- |
| Ju Jingyi Wang Siwei   | Fu Rong                   | 40               | Es la vivaz y adorable segunda hija de la familia Fu, así como la esposa del príncipe Xu Jin. |
| Zhang Zhehan He Yuxiao | Xu Jin, Príncipe Su       | 40               | Es el 4.º príncipe del Reino de Yu, así como el esposo de Fu Rong. |
| Liu Yichang Wang Yinuo | Xu Ping, Príncipe An      | 40               | Es el compañero de juegos de la infancia de Fu Rong, de quien está enamorado a pesar de que ella no siente lo mismo. Tiene otra identidad como la del señor del valle de Ju Shui. Es el encargado de la conspiración que crece dentro del estado de Dayu. |
| Wang Youshuo           | Wu Baiqi, Pequeño Marqués | 40               | Es el amable y entusiasta hijo mayor de Zhang Yaocheng y su difunta esposa. Es el ayudante general y capitán de los Guardias Jin Yi, así como el propietario de Feng Laiyi. Está enamorado profundamente de Fu Xuan.                                      |
| Xu Jiaqi               | Fu Xuan                   | 40               | Es la amable y madura primera hija de la familia Fu y hermana mayor de Fu Rong, a quien adora. Aunque al inicio choca con Wu Baiqi poco a poco se enamora de él.                                                                                          |

### Personajes secundarios

#### Familia Fu
| Actor               | Personaje            | N.º de episodios | Notas                                                                                               |
| ------------------- | -------------------- | ---------------- | --------------------------------------------------------------------------------------------------- |
| Su Mao (苏茂)       | Fu Pinyan            | -                | Es el padre de Fu Xuan, Fu Rong y Fu Guan, quien trabaja como magistrado de la ciudad de Heng Jing. |
| Tan Limin (谭琍敏)  | Qiao Suniang         | -                | Es la esposa de Fu Pinyan.                                                                          |
| Ha Ni (哈尼)        | Fu Guan (Guan Ge Er) | -                | Es el hijo menor de Fu Pinyan y hermano de Fu Xuan y Fu Rong.                                       |
| Zheng Danni         | Lan Xiang            | -                | Es la asistente personal de Fu Rong.                                                                |
| Ma Shunsha (马顺沙) | Bao Zhu              | -                | Es la asistente personal de Fu Xuan.                                                                |

#### Familia Real
| Actor               | Personaje              | N.º de episodios | Notas                                                                       |
| ------------------- | ---------------------- | ---------------- | --------------------------------------------------------------------------- |
| Jerry Chang (常铖)  | Emperador Jia He       | -                |                                                                             |
| Lan Xi (斓曦)       | Consorte Shu           | -                | Es la madre de Xu Jin y Xu Hao.                                             |
| Tong Tong (童彤)    | Consorte Duan          | -                | Es la madre de Xu Mao y hermana de la difunta esposa de Zhang Yaocheng.     |
| He Youning (贺友宁) | Xu Mao, Príncipe Cheng | -                | Es el 3.er. Príncipe e hijo de la Consorte Duan.                            |
| Li Haonan (李昊楠)  | Xu Hao, Príncipe Huai  | -                | Es el 5.º. Príncipe, hijo de la Consorte Shu y hermano del Príncipe Xu Jin. |
| -                   | Gran Consorte Wan      | -                | Es la fallecida madre del Príncipe Xu Ping.                                 |

#### Gente del Palacio
| Actor                 | Personaje  | N.º de episodios | Notas                                                                                                |
| --------------------- | ---------- | ---------------- | --- |
| Lu Yujun (卢昱君)     | Huan Yun   | -                | Es la asistente personal de la consorte Duan.                                                        |
| Chen Jingyu (陳鏡宇)  | Wang Xin   | -                | Es el asistente personal del Emperador Jia He.                                                       |
| Man Ningxi (满柠溪)   | Zhi Hui    | -                | Es la asistente personal de la Consorte Shu.                                                         |
| Geng Liming (耿黎明)  | Chen Sishi | -                | Es la asistente principal del departamento de ropa del palacio, quien trabaja para la Consorte Duan. |
| Lu Yujun (卢昱君)     | Huan Yun   | -                | Es una de las asistentes de la Consorte Duan.                                                        |
| Song Qi (宋琦)        | Xu Jia     | -                | Es el guardia de Xu Jin.                                                                             |
| Cheng Junwen (成浚文) | Ge Chua    | -                | Es el médico de Xu Jin.                                                                              |

#### Miembros de Ruyi Pavilion / Organización Ruyi
| Actor                  | Personaje         | N.º de episodios | Notas |
| ---------------------- | ----------------- | ---------------- | --- |
| Gong Beibi             | Liu Ruyi          | -                | Es la jefa del Pabellón Ruyi y en secreto la líder de la infame organización Ruyi. También es la mentora de Fu Rong. |
| Song Xinran (宋昕冉)   | Gu Yuan           | -                | Es una empleada de Ruyi Pavilion, quien está enamorada de Xu Ping.                                                   |
| Zhang Haifeng (张海峰) | 3er. Tío          | -                | Es el subdirector de la organización Ruyi.                                                                           |
| Wang Tianyu (王天宇)   | Xiao Qi           | -                | |
| Du Chengjun (杜承峻)   | Xiao Ba           | -                | |
| Jin Xiangdong (金湘栋) | Xiao Shi          | -                | |
| Huang Wenhao (黄文浩)  | Maestro Han       | -                | Es un artesano de joyería.                                                                                           |
| Guo Da (郭达)          | Joven Maestro Han | -                | Es el hijo del maestro Han y un artesano de joyería.                                                                 |

#### Personas en la Mansión del Marqués Xin Du
| Actor                | Personaje                      | N.º de episodios | Notas |
| -------------------- | ------------------------------ | ---------------- | --- |
| Lu Xingyu (卢星宇)   | Zhang Yaocheng, Marqués Xin Du | -                | Es un marqués que apoya políticamente al Príncipe Xu Mao.                                                                                |
| Cao Yan (曹艳)       | Madame Xin Du                  | -                | Es la esposa de Zhang Yaocheng, el Marqués Xin Du.                                                                                       |
| Yang Gen (杨亘)      | Zhang Yan                      | -                | Es el hijo menor de Zhang Yaocheng y hermano menor de Wu Baiqi. Fue el prometido original de Fu Rong, antes de que este fuera cancelado. |
| Lu Shuai (吕帅)      | Qu Hong                        | -                | Es un subordinado de Zhang Yaocheng. |
| Lai Changfu (来长福) | Señora Hou                     | -                | Es el encargado del cuidado de la casa.                                                                                                  |

#### Oficiales
| Actor                 | Personaje    | N.º de episodios | Notas                                                                            |
| --------------------- | ------------ | ---------------- | -------------------------------------------------------------------------------- |
| Ding Zhiyong (丁志勇) | Dong Fangli  | -                | Es el tesorero imperial, así como el hermano de la Consorte Shu y tío de Xu Jin. |
| Wang Boqing (王铂清)  | Dou Yan      | -                | Es el general de Zhen Bei y mentor de Xu Jin.                                    |
| Li Ruichao (李瑞超)   | Ding Peng    | -                | Es el fiscal de la Oficina de Investigación Criminal, que trabaja para Xu Mao.   |
| Liu Boyu (刘泊羽)     | Hu Ming      | -                | Es el juez de instrucción.                                                       |
| Hu Guoxiong (胡帼雄)  | Ministro Liu | -                | Es el ministro de justicia.                                                      |
| Du Yibing (杜以兵)    | -            | -                | Es un general de Ping Nan.                                                       |

### Otros personajes
| Actor                            | Personaje               | N.º de episodios | Notas |
| -------------------------------- | ----------------------- | ---------------- | --- |
| Jiang Shan                       | Cui Wan, Princesa Xi He | -                | Es una joven que ha crecido en el palacio desde que su padre murió en la guerra. Está enamorada de Xu Jin pero él no está interesado y siempre rechaza sus intentos por acercarse a él. |
| Wang Yiting (王奕婷) Chen Xinyan | Qi Zhu                  | -                | Es miembro del condado de Qing Ping y una antigua amiga cercana de Fu Rong. |
| Chen Yelin (陈烨林)              | Qi Ce                   | -                | Es el hermano de Qi Zhu. Es un joven fiscal de la Oficina de Investigación Criminal, que trabaja para Zhang Yaocheng. Está enamorado de Fu Xuan.                                        |
| Zhou Zhaoyuan (周兆渊)           | Wen Xing                | -                | Es un subordinado del Príncipe Xu Ping. |
| Zhang Jiarui (张家睿)            | Zhong Rui               | -                | Es un subordinado del Príncipe Xu Mao. |
| Guo Zhenyu (郭贞宇)              | Guo Rui                 | -                | Es un soldado del campamento de Jin Yi. |
| Zhong Qiuzhi (仲秋智)            | Su Yu                   | -                | Es la asistente personal de la Princesa Cui Wan. |
| Sun Yushan (孙语姗)              | Qi Zhu                  | -                | Es la asistente personal de Qi Zhu. |
| Liu Zikai (刘子恺)               | Ji Qingting             | -                | Es el dueño de una tienda en Feng Laiyi. |
| Yang Chunrui (杨春瑞)            | Li Wei                  | -                | Es un general adjunto del ejército Hu Xiao. |
| Liu Guoji (刘国际)               | Maestro Xu              | -                | Es un experto en joyería. |
| Zhang Yinlong (张银龙)           | Bi Yu                   | -                | Es un empleado de Feng Laiyi. |
| Kong Xiaoyin (孔肖吟)            | Qin Liu                 | -                | Es la jefa del pabellón Zui Chun, quien trabaja para Zhang Yaocheng. |
| Zhou Yang (周洋)                 | Ya Le                   | -                | Es una cortesana del pabellón Zui Chun. |
| Xu Jiaxi (徐嘉希)                | Dong Wen                | -                | Es el pequeño hijo de Dong Fangli y primo del Príncipe Xu Jin. |
| Yuan Zhiying (袁志颖)            | Shen Chen               | -                | Es un joven erudito de Yi Zhou. |
| Wang Yichun (王奕淳)             | Shang Kaiyang           | -                | Es el magistrado de la ciudad de Ji Chang. |
| Ya Zhu (雅珠)                    | Qiu Nan                 | -                | Es una sirvienta de la sirvienta de la mansión Prince Su. |
| Qin Yuan (秦源)                  | Ministro Yao            | -                | Es el censor imperial. |
| Ding Hao (丁豪)                  | Yao Jun                 | -                | Es el hijo del ministro Yao. |
| Li Run Hua (李润华)              | Madame Yao              | -                | |
| Duan Piao Piao (段飘飘)          | Miss Yao                | -                | |
| Chen Da Zhi (陈大志)             | -                       | -                | Es el 9.º tío de la tienda de medicina. |
| Zhao Shu Guang (赵述光)          | -                       | -                | Es un comerciante de Liang Pin Pu Zi. |
| Yue Zilong (岳子龙)              | Qiu Gaoyu               | -                | Es el antiguo comandante de la Guardia Jin Yi. Es asesinado por el Príncipe Xu Jin. |
| Hui Junping (惠军平)             | Huo Xing                | -                | Es un oficial a cargo del suministro de alimentos. |
| Wang Jun (王军)                  | Kui Ye                  | -                | Es un agente de la ciudad fantasma. |
| Liu Qiangqiang (刘强强)          | -                       | -                | Es el jefe de Qing Fengzhai y un bandido. |
| Deng Xianbin (邓先斌)            | -                       | -                | Es el segundo jefe de Qing Fengzhai y un bandido. |
| Yin Zhefei (尹哲飞)              | General Yuan            | -                | Es un general de la ciudad Wei Yang. |
| Guo Xin (郭鑫)                   | Luo Feng                | -                | Es un maestro de Lian Hua en la montaña Pavilion. |
| He Yichen (何奕辰)               | -                       | -                | Es el Rey de Xuan Han. |
| Jiang Haoyang (姜灏洋)           | Tu Da                   | -                | Es el 2.º. Príncipe de Xuan Han. |
| Liu Lisheng (刘立胜)             | Lu Zeng                 | -                | Es un banquero de Feng Laiyi. |
| Bai Xiaohong (白晓红)            | Niñera Niu              | -                | Es una niñera que cuida a las huérfanos acogidos por el Ruyi Pavilion. |
| Rao Wenkui (饶文奎)              | Liu Yu                  | -                | |
| Zhang Shanshan (张珊珊)          | Qiao Yue                | -                | |
| Liu Wen (刘文)                   | Asesina Ya              | -                | |
| Hou Mingyang (侯明阳)            | Zhang He                | -                | |
| Li Zhenxi (李振西)               | Lao Ma                  | -                | |
| Liang Zhaojin (梁照晋)           | Zhang Yisheng           | -                | |
| Lu Wenbo (路文博)                | Gran Tutor He           | -                | |

## Episodios
La serie está conformada por cuarenta episodios, los cuales fueron emitidos todos los miércoles y jueves a las 20:00 a través de la plataforma iQiyi.

### Spin-off
El 28 de noviembre del 2020 se estrenó el spin-off de la serie, el cual fue titulado The Blooms at Ruyi Pavilion: Spin-off (chino simplificado= 如意芳霏番外, pinyin= Ru Yi Fang Fei Fan Wai). El especial transmitió cuatro episodios y estuvo ambientada en la época moderna.
Xu Jin ha vivido por más de 1000 años, esperando ver una vez más a su único y verdadero amor. Finalmente, en el año 2019, se reencuentra con Qiao Yirong (Fu Rong), quien trabaja como una curadora en Dreamlike Past Exhibition para Ruyi Pavilion.

### Índices de audiencia
Los números en color rojo indican las calificaciones más bajas, mientras que los números en azul indican las calificaciones más altas.

## Música
El OST de la serie estuvo conformado por las siguientes canciones:
| No. | Intérprete(s)         | Canción                   | Letra           | Composición Musical         | Arreglo   | Notas                               |
| --- | --------------------- | ------------------------- | --------------- | --------------------------- | --------- | ----------------------------------- |
| 1   | Ju Jingyi             | "Fu Rong" (芙蓉)          | 符酷            | 胡臻                        | 胡臻      | (canción de inicio)                 |
| 2   | Ju Jingyi y Henry Huo | "Dreams Crossing" (梦渡)  | 沈慕            | 陈翔                        | 陈翔      | (canción de cierre)                 |
| 3   | Ju Jingyi             | "Ancient Painting" (古画) | 刘捷Jarek       | 刘捷Jarek                   | 刘捷Jarek | (canción de promoción / interludio) |
| 4   | Xu Jiaqi y THE9       | "意浓"                    | 郭德紫毅        | 张净 y Huang Hanqing (阿沁) | 陈昭宇    | (interludio)                        |
| 5   | Kong Xiaoyin          | "祈愿"                    | 郭德紫毅 y 沈慕 | 樽井望                      | 樽井望    | (interludio)                        |

## Producción
La serie está basada en "Chong Hou Zhi Lu" (宠后之路) de Xiao Jiaren. Y también fue conocida como "The Way of Favours" y/o "The Way of Favors".
Fue dirigida por Lin Jianlong y Chen Guohua, quienes contaron con el apoyo de los guionistas Shen Mu (沈慕), Duanmu Qiongfang (端木琼芳), Wei Wenting (魏文庭) y Li Yunhan (李玉菡).
La producción estuvo a cargo de Zhang Yan, Yu Ping y Du Xiangyu, quienes contaron en la producción ejecutiva con Dai Ying y Liu Yiheng.
Mientras que la composición estuvo a cargo de Hu Zhen, SHIMA, Xu Yunxiao, Jarek Liu, Zhang Jing, Ah Qin (de F.I.R) y Zunjing Wang.
La serie también contó con el apoyo de las compañías de producción Qiyi y Shanghái Star 48 Culture and Media Group.